# Dactylorhiza insularis
Dactylorhiza insularis là một loài thực vật có hoa trong họ Lan. Loài này được (Sommier) Ó.Sánchez & Herrero mô tả khoa học đầu tiên năm 2005.

## Hình ảnh

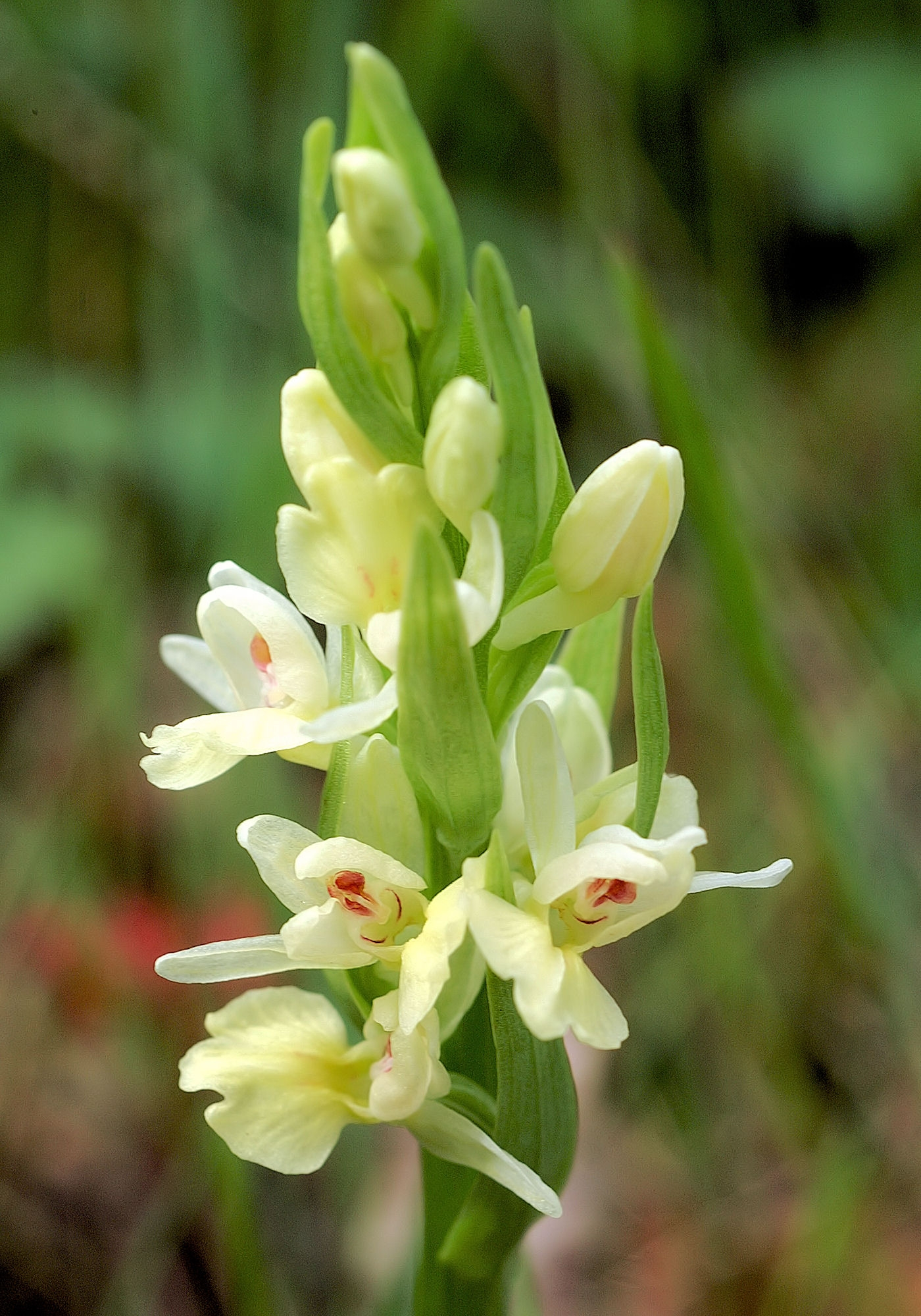
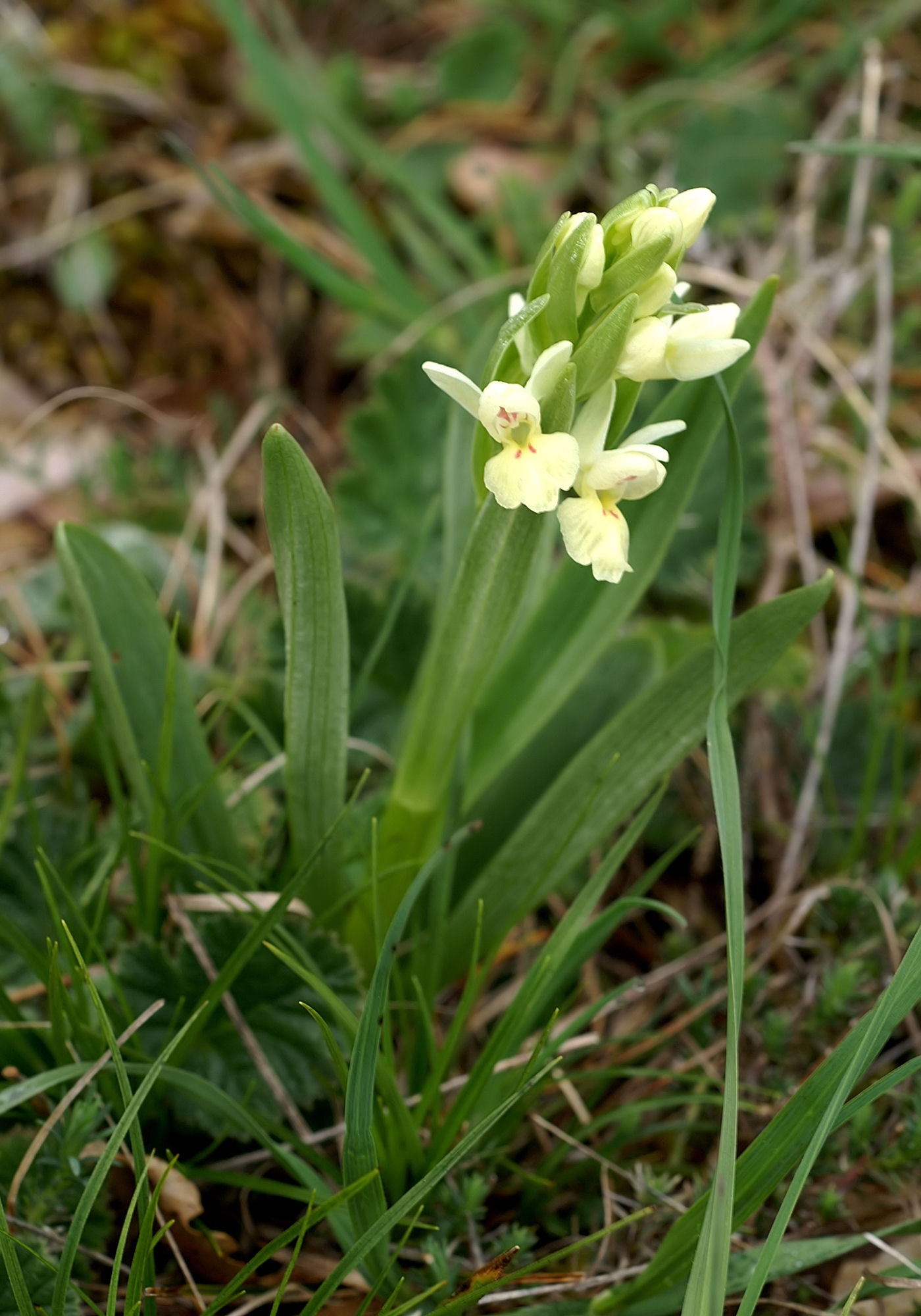
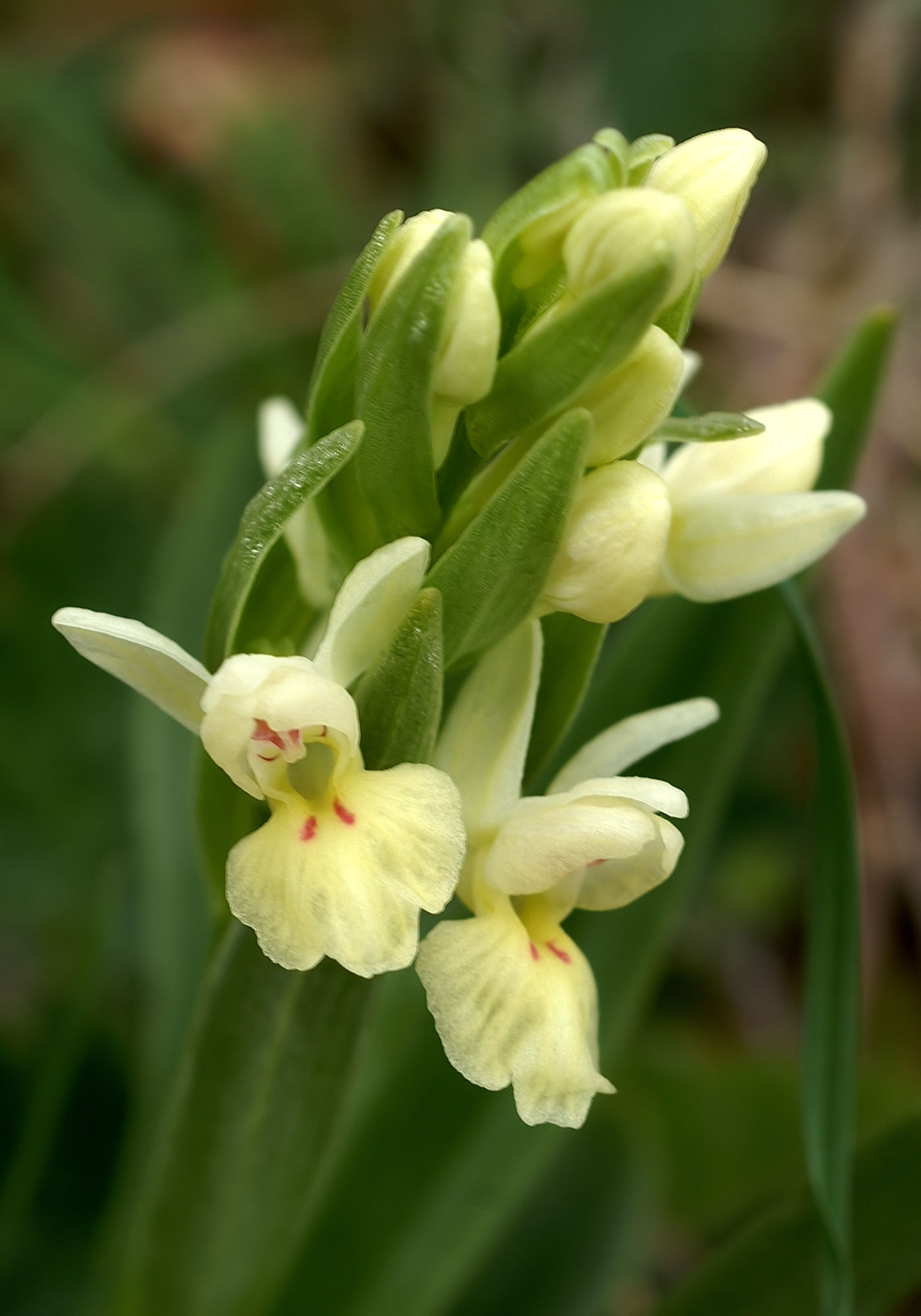
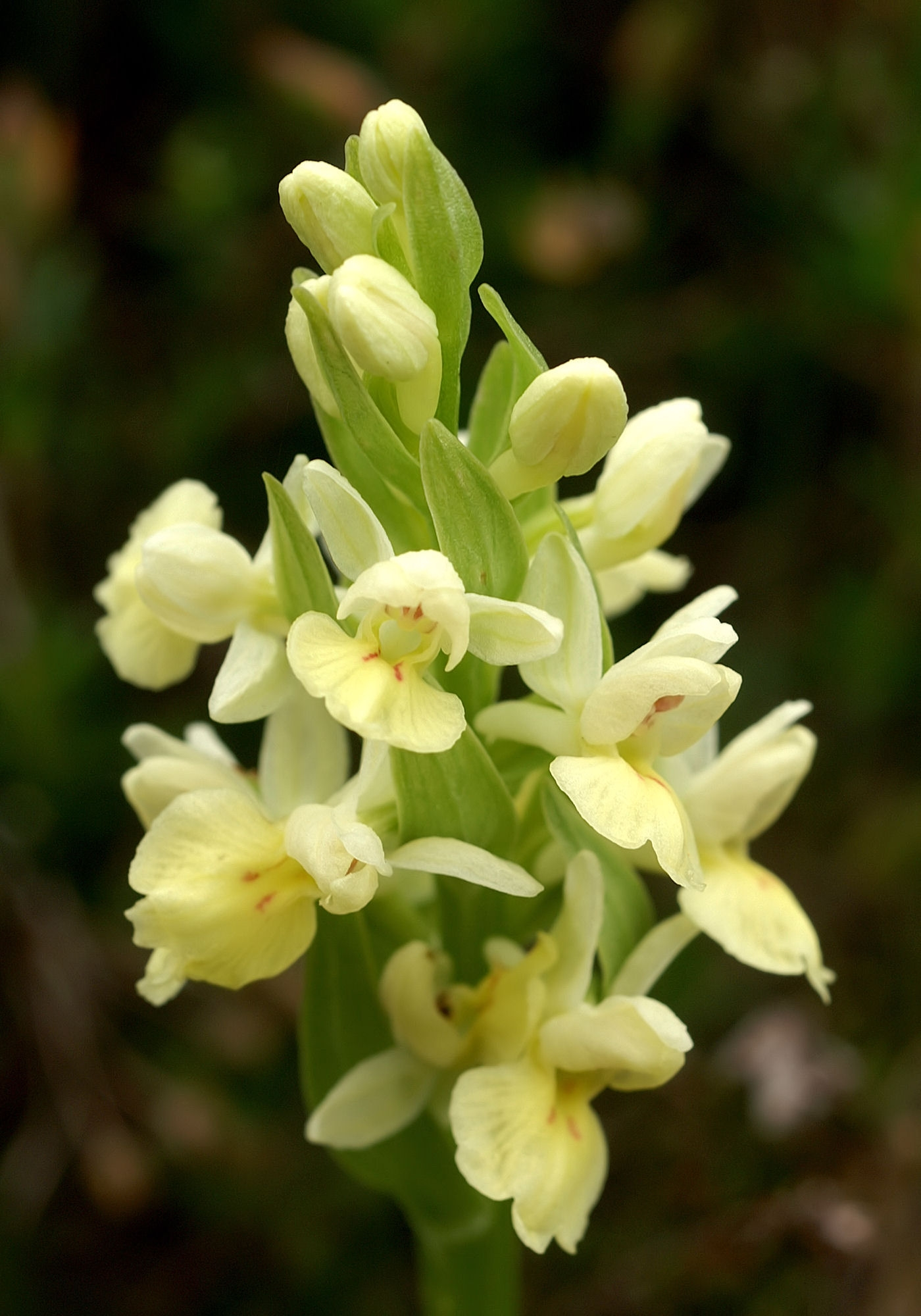